# Aleksandr Kastalski
Aleksandr Dmitrijewicz Kastalski (ros. Алекса́ндр Дми́триевич Каста́льский; ur. 16 listopada?/28 listopada 1856 w Moskwie, zm. 17 grudnia 1926 tamże) – rosyjski kompozytor i dyrygent chóralny.

## Życiorys
W latach 1876–1881 studiował w Konserwatorium Moskiewskim u Piotra Czajkowskiego, Siergieja Taniejewa i Nikołaja Huberta. Od 1887 roku był wykładowcą moskiewskiej Szkoły Synodalnej, prowadził jej chór, a od 1910 roku był jej dyrektorem. W 1911 roku odbył tournée po Europie. Po wcieleniu, przemianowanej w 1918 roku na Ludową Szkołę Śpiewu Chóralnego, dawnej Szkoły Synodalnej do Konserwatorium Moskiewskiego w 1923 roku był w nim dziekanem wydziału dyrygentury chóralnej i kierownikiem katedry muzyki ludowej. 
Opublikował pracę Osobiennosti narodno-russkoj muzykalnoj sistiemy (Moskwa 1923, wyd. 2 1961), pośmiertnie pod redakcją W. Bielajewa ukazała się także Osnowy narodnogo mnogogołosija (Moskwa 1948).

## Twórczość
W swojej działalności dyrygenckiej skupiał się niemal całkowicie na dyrygenturze chóralnej, najpierw na muzyce liturgicznej, po rewolucji bolszewickiej natomiast na kantatach rewolucyjnych i pieśni masowej. W muzyce religijnej starał się przywrócić dawne formy tzw. znamiennego śpiewu, a także wykorzystać elementy rosyjskiego folkloru muzycznego. W swoich dwóch pracach omawiał tematykę polifonii, systemów tonalnych i praktyce wykonawczej rosyjskiej muzyki ludowej.
Skomponował m.in. Pod bolszym szatrom na chór a cappella (1903), Stich o cerkownom russkom pienii na głos, chór i orkiestrę (1911), Bratskoje pominowienije gierojew na głos, chór i orkiestrę (1915, 2. wersja 1916), Requiem  na głos, chór i orkiestrę (1917), Sielskochoziajstwiennaja simfonija na głos i orkiestrę (1923), W.I. Leninu – U groba na recytatora, chór i orkiestrę (1924), cykl 8 utworów fortepianowych Po Gruzji na motywach gruzińskich pieśni ludowych (1901). Napisał także operę Klara Milicz (1907).